# Péchés mortels (roman)
Pour les articles homonymes, voir Péché mortel.
Péchés mortels (The Death of Faith ou Quietly in Their Sleep, dans les éditions originales en anglais) est un roman policier américain de Donna Leon publié en 1997. C'est le 6e roman de la série mettant en scène le personnage de Guido Brunetti.

## Résumé
Le commissaire Brunetti reçoit la visite de Maria Testa, religieuse défroquée, qu’il finit par reconnaître en tant qu’ancienne employée de la maison de retraite dans laquelle se trouve sa mère. Suor Immacolata lui fait part ses soupçons quant à la mort de cinq anciens pensionnaires survenue dans la maison de retraite où elle travaillait. Elle préfère alors quitter l’ordre et demander l'aide de la police. Mais est-ce un effet de son imagination ou se passe-t-il réellement des choses effrayantes autour des personnes âgées qui lèguent leur fortune à diverses congrégations religieuses ? Rapidement, l’ancienne sœur qui trouve le premier travail de sa Vita Nova au Lido, se fait renverser par une voiture et se retrouve dans le coma. Très vite, Brunetti fait surveiller la chambre 24 heures sur 24. Il craint en effet pour sa vie, ayant découvert que derrière certaines congrégations respectables, se cachent des prêtres fanatiques, des grenouilles de bénitier manipulées et même l'Opera Pia, sinistre organisation soutenue par le Vatican qui se place au-dessus des lois. Il sera d’ailleurs blessé au bras lorsqu’une meurtrière viendra tenter d’achever le travail et de tuer Maria Testa. 
L’infection de sa blessure l’empêchera de régler l’enquête comme il le voulait concernant l’Opera Pia, mais au moins le curé faisant le catéchisme à sa fille Chiara finira-t-il par être transféré dans une prison d’homme après la découverte d’abus sexuels sur des jeunes filles révélés par le comte Falier, beau-père du commissaire. 

## Éditions
Éditions originales en anglais
- (en) Donna Leon, The Death of Faith, Londres, Macmillan Publishers, 23 mai 1997, 310 p. (ISBN 978-0-333-67375-1) — Édition britannique
- (en) Donna Leon, Quietly in Their Sleep, New York, HarperCollins, juillet 1998, 288 p. (ISBN 978-0-06-018695-1) — Édition américaine (titre alternatif, pagination inconnue, pas de notice bibliographique à la Bibliothèque du Congrès)

Éditions françaises
- Donna Leon (auteur) et William Olivier Desmond (traducteur), Péchés mortels [« The Death of Faith »], Paris, Calmann-Lévy, coll. « Calmann-Lévy crime », 4 avril 2000, 275 p. (ISBN 978-2-7021-3097-1, BNF 37104034)
- Donna Leon (auteur) et William Olivier Desmond (traducteur), Péchés mortels [« The Death of Faith »], Paris, Seuil, coll. « Points policier » (no 859), 11 avril 2001, 275 p. (ISBN 978-2-02-047694-2, BNF 37634643)

## Adaptation télévisée
Le roman a fait l'objet d'une adaptation pour la télévision, en 2004, sous le même titre français (titre allemand original : Sanft entschlafen), dans le cadre de la série Commissaire Brunetti dans une réalisation de Sigi Rothemund, produite par le réseau ARD et initialement diffusée le 28 octobre 2004.